# 기지마 료스케
기지마 료스케(일본어: 木島 良輔, 1979년 5월 29일 ~ )는 일본의 전 축구 선수이다.

## 구단 경력
그는 1998년부터 2019년까지 J리그의 요코하마 F. 마리노스, 오이타 트리니타, 도쿄 베르디, 로아소 구마모토, 마쓰모토 야마가 FC, 카마타마레 사누키에서 활동하였다.